# When the Birds Go North Again
When the Birds Go North Again – tomik wierszy amerykańskiej poetki Elli Rhoads Higginson, opublikowany w 1898. Zbiorek ma prawie dwieście stron i zawiera ponad sto utworów, w tym 36 sonetów. Publikację otwiera wiersz tytułowy. Wśród zaprezentowanych liryków znalazł się także wiersz Four-Leaf Clover uważany powszechnie za najpopularniejszy liryk poetki. Oprócz niego do tomu zostały włączone sonety An Autumn Day, Going Blind, The Spent Year i sonetystyczna dypodia Yet Am I Not For Pity. Jeden z wierszy poetka poświęciła Safonie:
The little hollows in the pavements shine
With the soft, hesitating April rain.
That sifts across the city, gray and fine.
And on the huddling, spent waves of the main, —
Where the wild, silver seabirds wheel and scream.
It is a day to lie before the fire.
Turning the key on Thought and Care, and dream
Of dark-eyed Sappho and her passioned lyre;
Her sun-warmed courts columned above the sea;
Blue skies of Lesbos — ay, and of the kiss
Of the South wind among her bower's leaves.
Who could regret the day's monotony.
In the full rapture of a dream like this —
Set to the faltering music of the eaves !
W niektórych miejscach poetka stosuje aliterację O room so full of sunlight,/Of sound and scent of sea (The Room by the Sea).